# Tordylium ebracteatum
Tordylium ebracteatum är en flockblommig växtart som beskrevs av Al-eisawi och Stephen Leonard Jury. Tordylium ebracteatum ingår i släktet Tordylium och familjen flockblommiga växter. Inga underarter finns listade i Catalogue of Life.